# Agnes Baden-Powell
Agnes Smyth Baden-Powell (16 de diciembre de 1858 – 2 de junio de 1945) fue la hermana menor de Robert Baden-Powell, Primer Baron Baden-Powell, y se destacó por ser con su hermano la cofundadora del movimiento juvenil de las Muchachas Guías como la contraparte femenina del Movimiento Scout nacido pocos años antes.
Junto a su hermano Robert Baden-Powell trabajó en la adaptación del Movimiento Scout a las niñas y muchachas. La experiencia se llamó Guidismo. Juntos escribieron en 1909 el folletos Girl Guides, a suggestion for Character Training for Girls (Muchachas Guías, una sugerencia para la educación del carácter para niñas). Hasta 1917 presidió la Asociación de las Guías Scouts del Reino Unido (Girl Guides Association). A partir de esa fecha fue nombrada Vicepresidenta de la Asociación Mundial de las Muchachas Guías y las Guías Scouts (WAGGGS). Su cuñada, Olave Saint Claire Soames, es quien la sucede al frente del Movimiento Guía.

## Familia

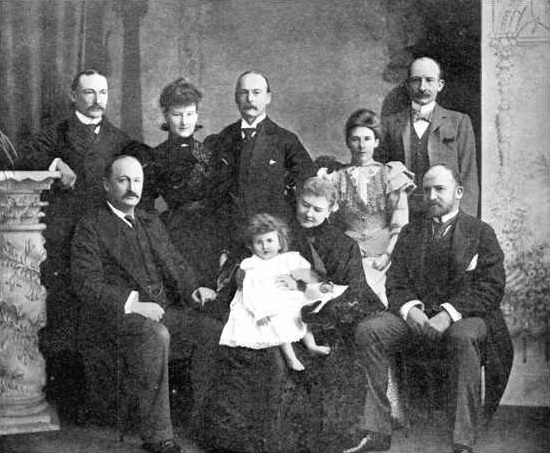
Familia Baden-Powell: Fila posterior, de pie (izq a der): Mayor B. F. S. Baden-Powell, Batallón, Scots Guards; Srta Agnes D. S. Baden-Powell, la única hija; Sr. Frank Baden-Powell, Pintor y Escultor; Coronel R. S. S. Baden-Powell, Hussars, el Héroe del Mafeking. Fila delantera, sentados: El fallecido Sir George Baden-Powell, M.P.; Sra. Henrietta Grace Baden-Powell y una de sus nietas; Sr. Warrington Baden-Powell, Q.C., Sala: Admiralty Court.

Nacida Agnes Smyth Powell, fue la novena de diez hijos y la tercera niña en llegar al Reverendo Baden Powell, destacado profesor matemático que ocupó la Savilian Chair of Geometry en la Universidad de Oxford, y su esposa Henrietta Grace Smyth —la tercera esposa del Reverendo Baden Powell, habiendo fallecido sus dos previas esposas—. La madre de Agnes fue una música y pintora talentosa.
Su padre falleció cuando Agnes solamente tenía dos años de edad. Para honrarlo, póstumamente, la familia agregó su primer nombre Baden a sus apellidos y, de allí en adelante fueron conocidos como Baden-Powell. La muerte del Reverendo Baden Powell dejó a la familia bajo el cargo de Henrietta, quien tenía la determinación de instruir en sus hijos el deseo de sobresalir en la vida.
Agnes desarrolló sus aptitudes musicales en la ejecución del órgano, piano y violín. Otros intereses de Agnes fueron la natación, patinaje, la historia natural, astronomía y una colección de abejas que mantuvo en su casa.

## El Movimiento de las Muchachas Guías
A partir de la creación del Escultismo por parte de su hermano Robert Baden-Powell en 1909 se realizó una exhibición scout en el Crystal Palace de Londres. Cuando llegó el momento del desfile de las delegaciones, todos se sorprendieron de presenciar que el fenómeno de los Scouts se había contagiado a sus hermanas mujeres.
En general, la opinión popular de ese entonces era de cierto prejuicio a que las muchachas jóvenes realizaran las pruebas y destrezas que ejecutaban los varones, temiendo que las chicas resultaran inmodestas y marimachos irreverentes. Por tal razón Agnes Baden-Powell decidió escribir un folleto que promoviera una opción adecuada para las niñas.
En 1909, Agnes y Robert publicaron conjuntamente dos libros cuyos títulos fueron: Folleto A: Guías Jóvenes, una Sugerencia en el Entrenamiento del Carácter para Niñas ("Pamphlet A: Baden-Powell Girl Guides, a Suggestion for Character Training for Girls")—el cual tenía información sobre como empezar un grupo—y Folleto B: Guías Jóvenes, una Sugerencia para el Entrenamiento del Carácter para Niñas ("Pamphlet B: Baden-Powell Girl Guides, a Suggestion for Character Training for Girls")—el cual detallaba los proyectos del programa—. Estas publicaciones se consideran las precursoras del movimiento juvenil femenino, que luego fueron ampliados en un Manual para las Muchachas Guías.
En abril de 1910 ya eran 6.000 las jóvenes registradas como Girl Guides. En 1912, Agnes resultó nombrada de facto Presidenta de la Asociación de las Muchachas Guías del Reino Unido. Estos años fueron necesarios para acumular experiencia y poder dar a la luz en 1912 al primer manual titulado «The Handbook for the Girl Guides or How Girls Can Help to Build Up the Empire».
En 1920, Agnes resignó la Presidencia en favor de la Princesa María, Condesa de Harewood aunque continuó en su rol de Vicepresidenta hasta su muerte en 1945, a la edad de 86 años.

## Imágenes adicionales

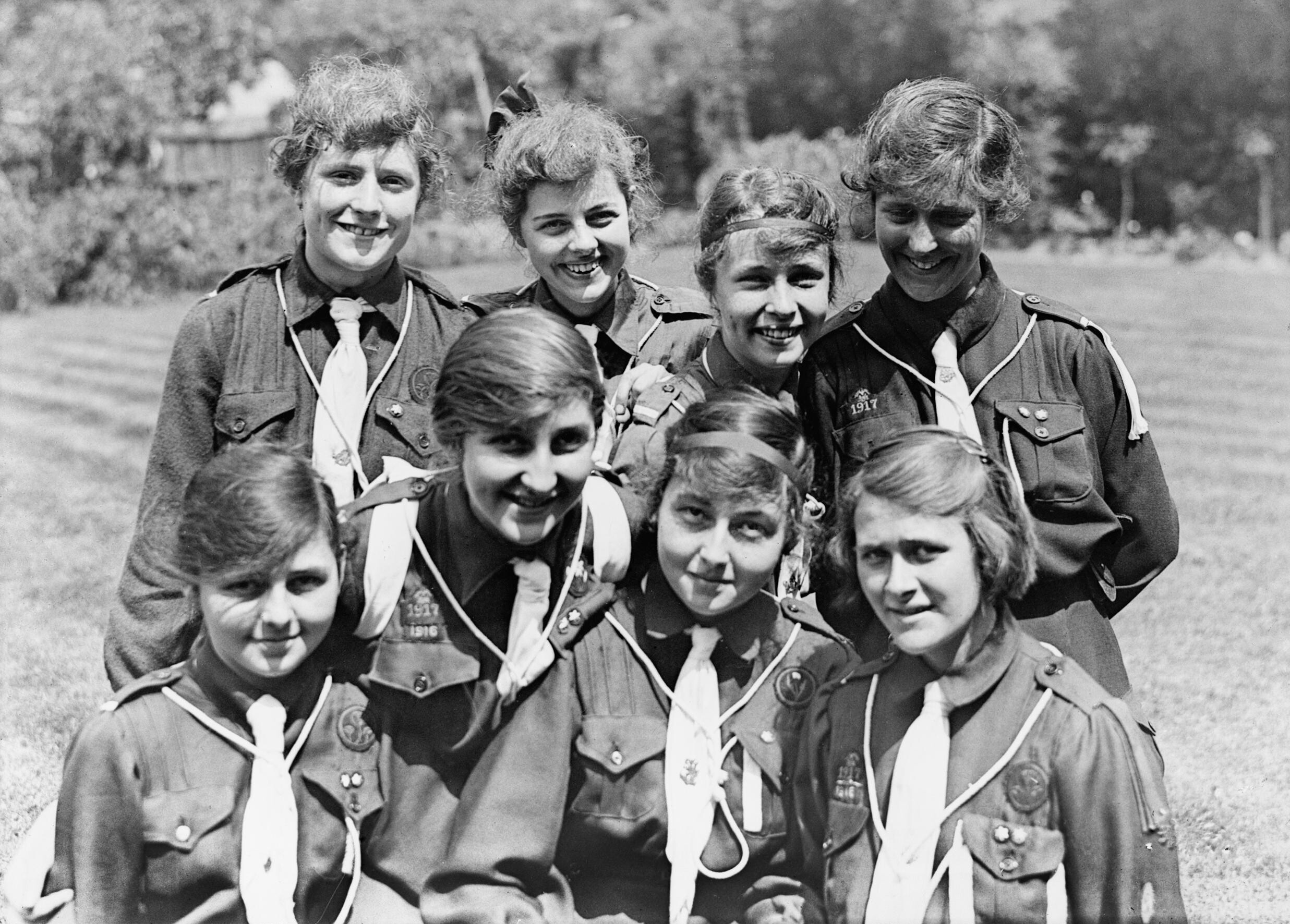
Muchachas Guías de 1918.
Mapa que muestra las divisiones regionales de la Asociación Mundial de las Muchachas Guías y las Guías Scouts—en gris países sin la organización.